# Kraussia
Kraussia is een geslacht van kreeftachtigen uit de klasse van de Malacostraca (hogere kreeftachtigen).

## Soort
- Kraussia rugulosa (Krauss, 1843)